# 鋸葉香茶菜
鋸葉香茶菜（学名：Isodon serra）为唇形科香茶菜屬下的一个种。

## 扩展阅读
- 維基物種上的相關：鋸葉香茶菜